# Johannes Silvet
Johannes Silvet (fins al 1929 Johannes Schwalbe; 12 de maig de 1895 – 17 de febrer de 1979) va ser un lingüista i lexicògraf estonià.

## Vida
Silvet va néixer a Tartu, a Estònia, que en aquell moment era part de la governació de Livònia de l'Imperi Rus. Va estudiar a la Universitat de Tartu des de 1921 fins a 1925, i el 1925 va obtenir el títol de màster en filologia amb la tesi The Development of Milton's Blank Verse (El desenvolupament del vers blanc de Milton). Va treballar com a professor associat a la Universitat de Tartu, i va elaborar diccionaris.
Silvet va morir a Elva, Estònia, i està enterrat al cementiri de la ciutat.